# Jana Gazdíková
Jana Gazdíková (14. září 1943 Baťov – 3. října 2022) byla česká herečka.
Po maturitě vystudovala v roce 1965 činoherní herectví na Janáčkově akademii múzických umění v Brně. Své první angažmá získala ve Slováckém divadle v Uherském Hradišti. V roce 1967 však přestoupila do Brna, do Divadla bratří Mrštíků (dnes Městské divadlo Brno).

## Filmografie
- Jeden z nich je vrah (1970)
- Slovácko sa nesúdí (1974)
- Sedmero krkavců (1993)

## Role v MdB
- Jente – Šumař na střeše
- Ptáčnice – Mary Poppins
- Lady Beaconsfieldová – Jekyll a Hyde
- Marta Brewsterová – Jezinky a bezinky
- babička Amyra – Let snů LILI